# ویکتور هوپ
ویکتور هوپ (انگلیسی: Victor Hope, 2nd Marquess of Linlithgow؛ ۲۴ سپتامبر ۱۸۸۷ – ۵ ژانویهٔ ۱۹۵۲) سیاستمدار اهل اسکاتلند بود.
وی از سال ۱۹۳۶ تا ۱۹۴۳ نایب‌السلطنه هند بود، پدرش جان هوپ نیز اولین فرماندار کل استرالیا بود.